# Polska na Mistrzostwach Europy w Lekkoatletyce 1994
Polska na Mistrzostwach Europy w Lekkoatletyce 1994 – reprezentacja Polski podczas zawodów liczyła 37 zawodników, którzy zdobyli jeden srebrny oraz jeden brązowy medal.

## Rezultaty

### Mężczyźni
- bieg na 100 m
  - Marek Zalewski odpadł w eliminacjach
- bieg na 400 m
  - Tomasz Czubak odpadł w półfinale
- bieg na 800 m
  - Piotr Piekarski odpadł w eliminacjach
- bieg na 5000 m
  - Sławomir Kąpiński odpadł w eliminacjach
- bieg na 10 000 m
  - Sławomir Kąpiński zajął 23. miejsce
- maraton
  - Jan Huruk zajął 13. miejsce
  - Grzegorz Gajdus zajął 17. miejsce
  - Wiesław Perszke zajął 34. miejsce
  - Jacek Kasprzyk zajął 38. miejsce
- bieg na 400 m przez płotki
  - Paweł Januszewski odpadł w półfinale
  - Piotr Kotlarski odpadł w eliminacjach
- sztafeta 4 x 400 m
  - Piotr Rysiukiewicz, Robert Maćkowiak, Piotr Kotlarski i Tomasz Czubak zajęli 6. miejsce
- chód na 20 km
  - Robert Korzeniowski nie ukończył (dyskwalifikacja)
- chód na 50 km
  - Robert Korzeniowski zajął 5. miejsce
- skok wzwyż
  - Artur Partyka zajął 2. miejsce
  - Jarosław Kotewicz zajął 5.-6. miejsce
  - Robert Kołodziejczyk odpadł w kwalifikacjach
- rzut oszczepem
  - Mirosław Witek odpadł w kwalifikacjach

### Kobiety
- bieg na 400 m
  - Elżbieta Kilińska odpadła w eliminacjach
- bieg na 800 m
  - Małgorzata Rydz zajęła 4. miejsce
  - Anna Brzezińska zajęła 8. miejsce
- bieg na 1500 m
  - Małgorzata Rydz zajęła 5. miejsce
  - Anna Brzezińska zajęła 9. miejsce
- bieg na 3000 m
  - Renata Sobiesiak odpadła w eliminacjach
- maraton
  - Izabela Zatorska zajęła 13. miejsce
  - Anna Rybicka zajęła 17. miejsce
  - Lidia Camberg zajęła 27. miejsce
  - Marzanna Helbik zajęła 28. miejsce
  - Aniela Nikiel nie ukończyła
- bieg na 400 m przez płotki
  - Sylwia Pachut odpadła w półfinale
  - Monika Warnicka odpadła w półfinale
- sztafeta 4 x 400 m
  - Barbara Grzywocz, Monika Warnicka, Sylwia Pachut i Elżbieta Kilińska zajęły 7. miejsce
- chód na 10 km
  - Katarzyna Radtke nie ukończyła (dyskwalifikacja)
- skok wzwyż
  - Donata Jancewicz odpadła w kwalifikacjach
  - Katarzyna Majchrzak odpadła w kwalifikacjach
- skok w dal
  - Agata Karczmarek zajęła 6. miejsce
- pchnięcie kulą
  - Krystyna Danilczyk zajęła 9. miejsce
- rzut dyskiem
  - Renata Katewicz odpadła w kwalifikacjach
- siedmiobój
  - Urszula Włodarczyk zajęła 3. miejsce
  - Maria Kamrowska nie ukończyła